# تشاك كاري (لاعب كرة قاعدة)
تشاك كاري (بالإنجليزية: Chuck Cary)‏ هو لاعب كرة قاعدة أمريكي، ولد في 3 مارس 1960 في كاليفورنيا في الولايات المتحدة.

## وصلات خارجية
- تشاك كاري على موقع دوري كرة القاعدة الرئيسي (الإنجليزية)
- تشاك كاري على موقع الدوري الياباني لكرة القاعدة (الإنجليزية)
- تشاك كاري على موقعبيزبول رفرنس.كوم (الدوري الرئيسي) (الإنجليزية)
- تشاك كاري على موقعبيزبول رفرنس.كوم (الدوري الثانوي) (الإنجليزية)
- تشاك كاري على موقع إي إس بي إن.كوم (أم.أل.بي) (الإنجليزية)
- تشاك كاري على موقع مشجعي الرسوم البيانية (الإنجليزية)